# جی سو
کیم جی-سو (کره‌ای: 김지수؛ زادهٔ ۳۰ مارس ۱۹۹۳)، که به‌طور حرفه ای با نام جی سو (انگلیسی: Ji Soo) شناخته می‌شود، بازیگر اهل کره جنوبی است.

## اوایل زندگی و تحصیلات
در مدرسهٔ ابتدایی، جی سو یک ورزشکار جودو بود و قبل از اینکه به خاطر جراحات آن را رها کند، در سطح ملی رقابت می‌کرد. او در سال ۲۰۱۲ کارآموز بازیگری تحت نظر جی‌وای‌پی انترتینمنت بود.

## فیلم‌شناسی

### مجموعه‌های تلویزیونی
| سال       | عنوان                    | نقش                      | توضیحات                     | منابع        |
| --------- | ------------------------ | ------------------------ | --------------------------- | ------------ |
| ۲۰۱۲      | به تو که زیبایی          | دانش آموز                | حضور افتخاری                |              |
| ۲۰۱۲      | خانواده                  | هان سونگ-یی              | حضور افتخاری (قسمت ۴۵)      |              |
| ۲۰۱۴      | فرکانس عشق ۳۷٫۲          | دوست‌پسر سابق گو دونگ-هی  | حضور افتخاری (قسمت ۳)       |              |
| ۲۰۱۵      | مامان عصبانی             | گو بوک-دونگ              |                             |              |
| ۲۰۱۵      | تشویق کن                 | سو ها-جون                |                             |              |
| ۲۰۱۶      | ورق برگردان              | جونگ چا-شیک              | درامای ویژه کی‌بی‌اس          |              |
| ۲۰۱۶      | پزشکان                   | کیم سو-چول               | مهمان (قسمت‌های ۱–۳، ۵، ۷–۸) | [ ۳ ]        |
| ۲۰۱۶      | عاشقان ماه               | شاهزادهٔ چهاردهم          |                             | [ ۴ ]        |
| ۲۰۱۶      | خارق‌العاده               | کیم سانگ-ووک             |                             | [ ۵ ]        |
| ۲۰۱۶      | پری وزنه‌برداری کیم بوک‌جو | همکار بوک-جو             | حضور افتخاری (قسمت ۱۱)      | [ ۶ ]        |
| ۲۰۱۷      | زن قوی دو بونگ‌سون        | این گوک-دو               |                             |              |
| ۲۰۱۷–۲۰۱۸ | بد گایز ۲                | هان کانگ-جو              |                             |              |
| ۲۰۱۸      | توپ پینگ پنگ             | کیم یونگ-جون             | جی‌تی‌بی‌سی دراما فستا         |              |
| ۲۰۱۹      | عشق اول من               | یون ته-اوه               |                             |              |
| ۲۰۲۰      | وقتی زیباترین بودم       | سو-هوان                  |                             | [ ۷ ]        |
| ۲۰۲۰      | آمانزا                   | پارک دونگ-میونگ / آمانزا |                             | [ ۸ ]        |
| ۲۰۲۱      | طلوع ماه در رودخانه      | اون دال                  | قسمت‌های ۱–۶ (جایگزین شد)    | [ ۹ ] [ ۱۰ ] |